# Bruno Prevedi
Bruno Prevedi (né le 21 décembre 1928 à Revere et mort le 12 janvier 1988 à Milan) était un ténor italien.

## Biographie
Bruno Prevedi étudie à Mantoue avec Alberto Soremisa, et à Milan avec Vladimiro Badiali. Il débute en 1958 comme baryton dans le rôle de Tonio dans Pagliacci, mais retravaille sa voix et fait un second début comme ténor en 1959, en Turiddu dans Cavalleria rusticana, au Teatro Nuovo de Milan.
Il chante rapidement dans toute l'Italie et débute à La Scala en 1962, dans une œuvre d'Ildebrando Pizzetti Debora e Jaele. Il entame une carrière internationale qui le mène à Vienne, Munich, Berlin, Londres, Buenos Aires, etc. Il débute au Metropolitan Opera de New York en 1965 et y demeure cinq saisons.
Prevedi possédait une belle voix de ténor spinto avec un étincelant registre aigu, il s'est illustré essentiellement dans le répertoire italien, notamment les opéras de Verdi et Puccini, mais chanta également les opéras de Cherubini (Medea), Spontini (Fernando Cortez) et Bellini (Norma).

## Discographie sélective
- Medea - Lamberto Gardelli (Decca, 1967)
- Nabucco - Lamberto Gardelli (Decca, 1965)
- Macbeth - Thomas Schippers (Decca, 1964)

## Sources
- David Hamilton, The Metropolitan Opera Encyclopedia, Simon & Schuster, 1987,  (ISBN 0-671-61732-X)